# Omoforion

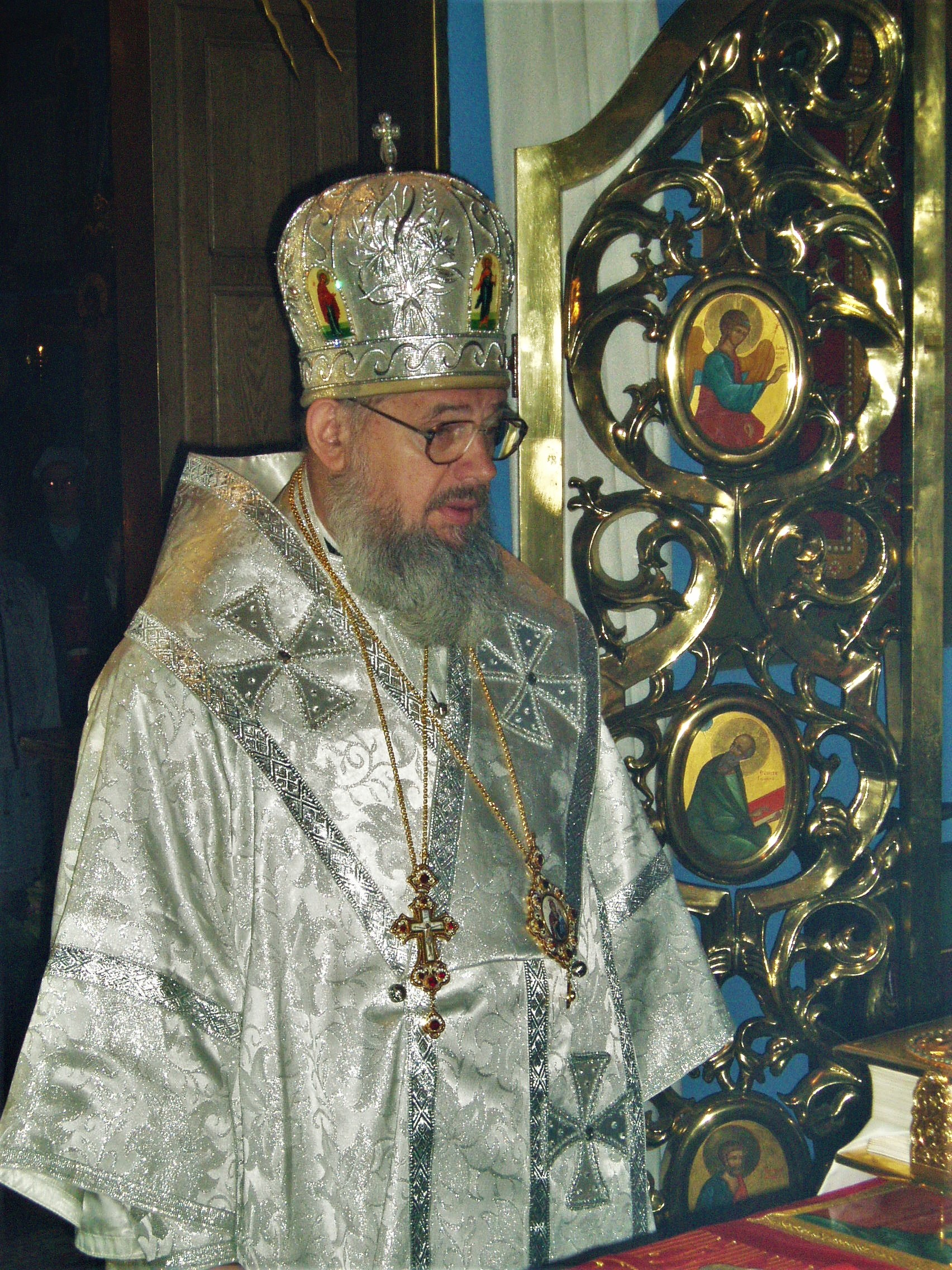
Prawosławny abp Jeremiasz noszący omoforion

Omoforion – szata liturgiczna używana w wielu chrześcijańskich Kościołach wschodnich zwłaszcza czerpiących z antycznej tradycji bizantyjskiej. Jest odpowiednikiem paliusza i ma podkreślić godność biskupią noszącego w czasie sprawowanych funkcji liturgicznych.
W zasadzie omoforion noszony jest tylko przez biskupów. Jednak bardzo rzadko zdarza się, że przywilej noszenia omoforionu zostaje przyznany archimandrycie. Nazywa się go wtedy archimandrytą omofornym. W Kościele greckokatolickim jedynym archimandrytą omofornym jest Jan Sergiusz Gajek MIC.
Omoforion podobnie jak paliusz ma kształt długiej taśmy zawieszanej na ramiona. Istnieją dwie formy omoforionu:
- mały – w postaci szerokiej taśmy założonej na szyję z tyłu i spiętej z przodu, której końce opadają na piersi sięgając mniej więcej do pasa;
- wielki – bardzo długa, szeroka taśma otaczająca szyję, której końce, podpięte z boku, opadają z przodu i z tyłu aż do ziemi.

Wykonany winien być z wełny. Ozdobiony jest krzyżami.
Pierwotnie omoforion był biały. Odkąd jednak w tradycji katolickiej paliusz stał się znakiem jedności z papieżem, aby wyraźnie odróżnić się od tej symboliki w części Kościołów niekatolickich przyjęto stosowanie koloru omoforionu zgodnego z kolorem liturgicznym.
Omoforion zakładany jest na sakkos. Symbolizuje zbłąkaną owcę, którą dobry pasterz przyniósł na ramionach do domu (Łuk. XV, 4,7) tj. zbawienie rodzaju ludzkiego przez Jezusa Chrystusa. Sam zaś biskup przyodziany w omoforion przedstawia obraz Dobrego Pasterza. Omoforion wyobraża również dar sprawowania obrzędów liturgicznych. Bez niego biskup, podobnie jak prezbiter bez epitrachelionu, nie może sprawować żadnych czynności liturgicznych.
Biskup sprawuje większość nabożeństw w wielkim omoforionie z wyjątkiem liturgii, którą od czytania fragmentu Ewangelii odprawia w małym omoforionie. Małego omoforionu używa także w nabożeństwach posług.